# Neopsylla stenosinuata
Neopsylla stenosinuata är en loppart som beskrevs av Wang Dwenchin 1974. Neopsylla stenosinuata ingår i släktet Neopsylla och familjen mullvadsloppor. Inga underarter finns listade i Catalogue of Life.